# Аретуса

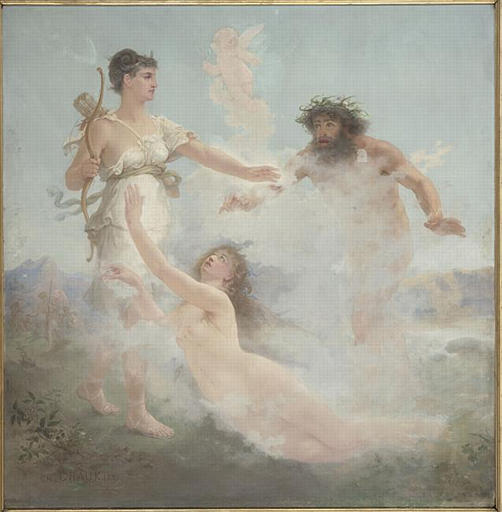
Німфа Аретуса, Шарль Крок

Арету́са, іноді Арету́за (дав.-гр. Αρέθουσα) — німфа однойменних джерел в Еліді та на Сицилії, одна з нереїд.
Коли Аретуса втікала від любовних переслідувань річкового бога Алфея, Артеміда перетворила її на джерело, яке заструменіло в Ортігії біля Сіракуз. Алфей обернувся на річку і його води злилися з водою Аретуси. Міф, очевидно, принесли на Сицилію грецькі колоністи. Зображувалась Аретуса молодою жінкою в оточенні риб.